# Fort-de-France
Fort-de-France is de hoofdstad van het Franse (overzeese) departement Martinique en is een van de grotere steden in het Caribisch gebied. In 2019 telde de stad 76.512 inwoners. . In 1692 werd Fort-de-France de hoofdstad van Martinique.

## Geschiedenis
Het gebied was oorspronkelijk bewoond door de Cariben. Door de Fransen werd het noordelijk gedeelte rond Saint-Pierre eerst gekoloniseerd, maar de oorlogen tegen het Verenigd Koninkrijk maken het gebied kwetsbaar. De baai rond Fort-de-France bood betere mogelijkheden ter verdediging.
In 1639 werd een palissade gebouwd en Fort-Royal genoemd. In 1669 werd begonnen met de aanleg van de stad die moest dienen als administratief centrum voor Martinique. In 1674 werd Fort-Royal door de Nederlanders onder leiding van Michiel de Ruyter veroverd, maar na heftige tegenstand werd het weer verlaten. In 1692 werd het de hoofdstad van het eiland. In 1759 werd het veroverd door het Verenigd Koninkrijk maar in 1763 weer teruggegeven.
In 1802 werd het naam het fort veranderd in Fort Saint-Louis.
In 1808 werd Martinique een kolonie en werd de naam van de stad gewijzigd in Fort-de-France. In 1839 vernietigde een aardbeving die een grote brand veroorzaakte de stad. In 1890 vielen er meer dan 400 doden bij een orkaan. Fort-de-France was het administratief centrum, maar was een kleine stad, vanwege de moerassigachtige omgeving en een drinkwatertekort. Saint-Pierre ontwikkelde zich als cultureel centrum en de grootste stad van Martinique.
In 1902 werd Saint-Pierre verwoest door de eruptie van de Mont Pelée, en ontwikkelde Fort-de-France zich tot de grootste stad en belangrijkste haven. In 1975 telde het bijna 100.000 inwoners, maar door suburbanisatie is er sindsdien sprake van een bevolkingsafname.

## Bekende inwoners van Fort-de-France

### Geboren
- Victor Ballot (1853-1939), militair en koloniaal ambtenaar
- René Maran (1887-1960), schrijver en dichter
- Frantz Fanon (1925-1961), psychiater, schrijver, Pan-Afrikaans denker en vrijheidsstrijder in Algerije
- Michel Sardaby (1935-2023), jazzpianist en componist
- Patrick Chamoiseau (1953), schrijver
- Gérard Janvion (1953), voetballer
- Kali (1959), zanger
- Simon Jean-Joseph (1969), rallyrijder
- Joël Abati (1970), handbalspeler
- Jérôme Jeannet (1977), schermer
- Jean-Michel Lucenay (1978), schermer
- Fabrice Jeannet (1980), schermer
- Steeven Langil (1988), voetballer
- Lorys Bourelly (1992), zwemmer
- Pierre-Yves Polomat (1993), voetballer
- Patrick Burner (1996), voetballer

### Overleden
- Mary Eugenia Charles (1919-2005), politicus, van 1980 tot 1995 premier van Dominica
- Aimé Césaire (1913-2008), dichter, toneelschrijver, essayist en politicus

## Galerij

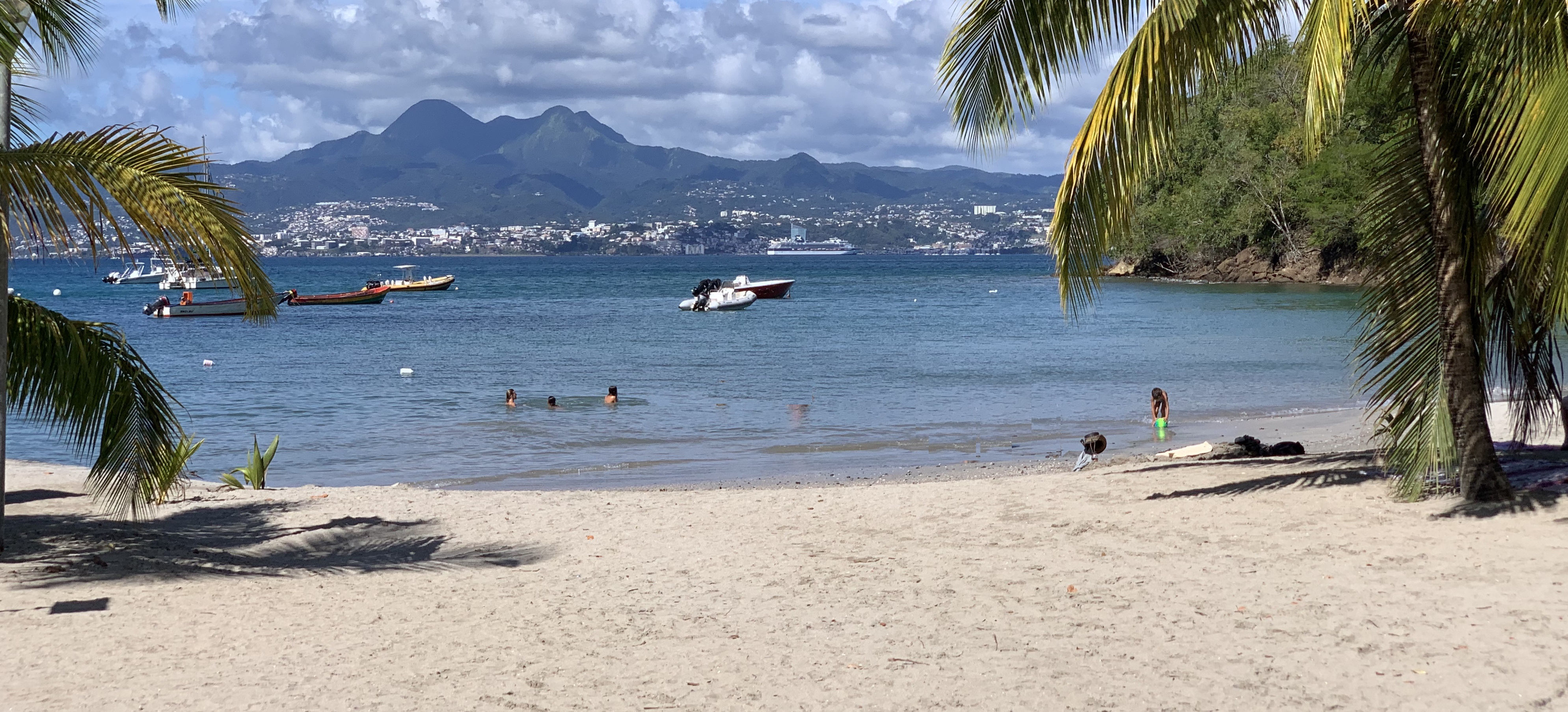
Strand van Fort-de-France
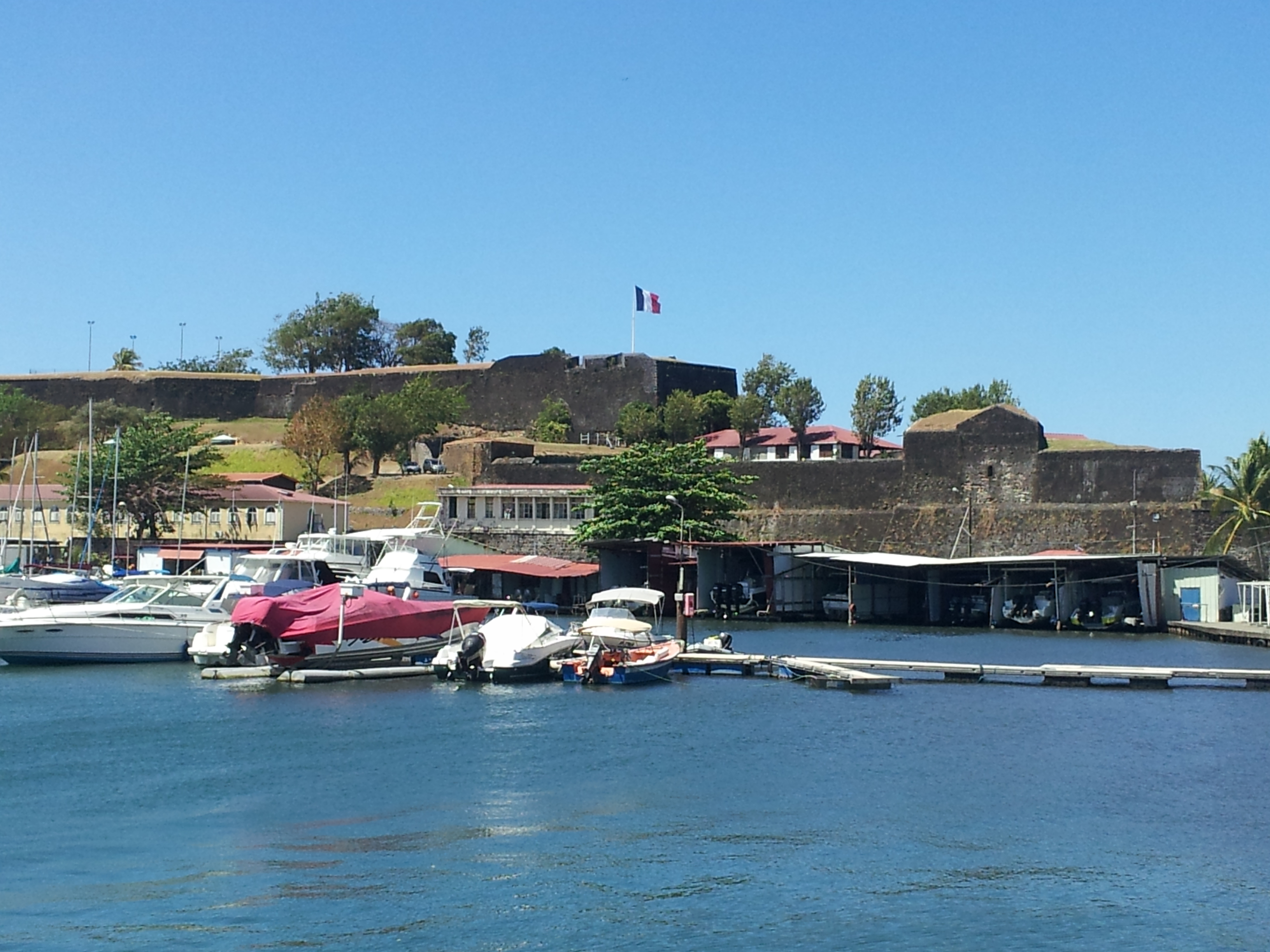
Fort Saint-Louis
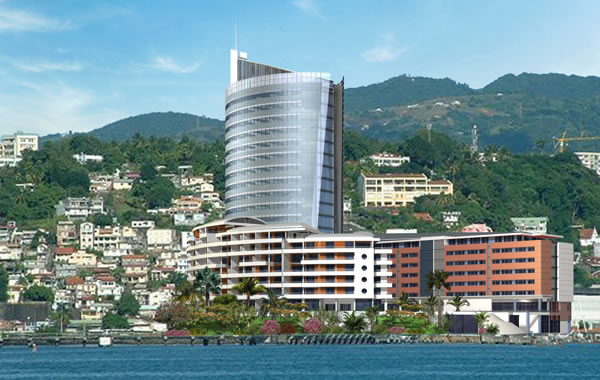
Kantoorgebouwen
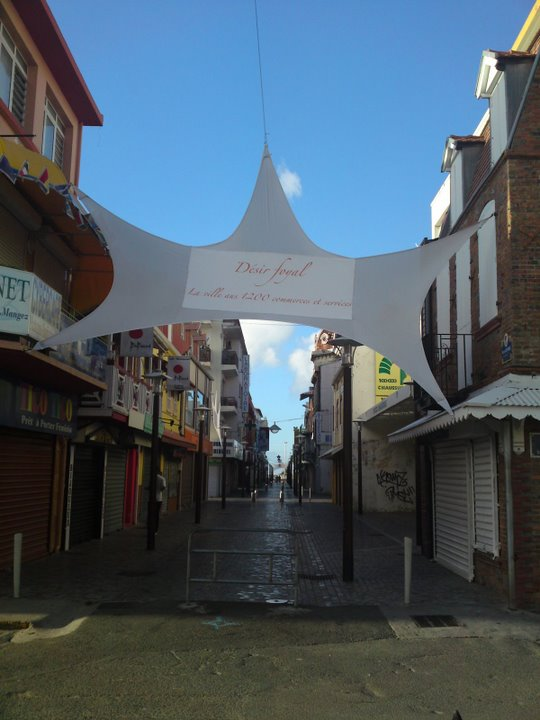
Winkelstraat in Fort-de-France
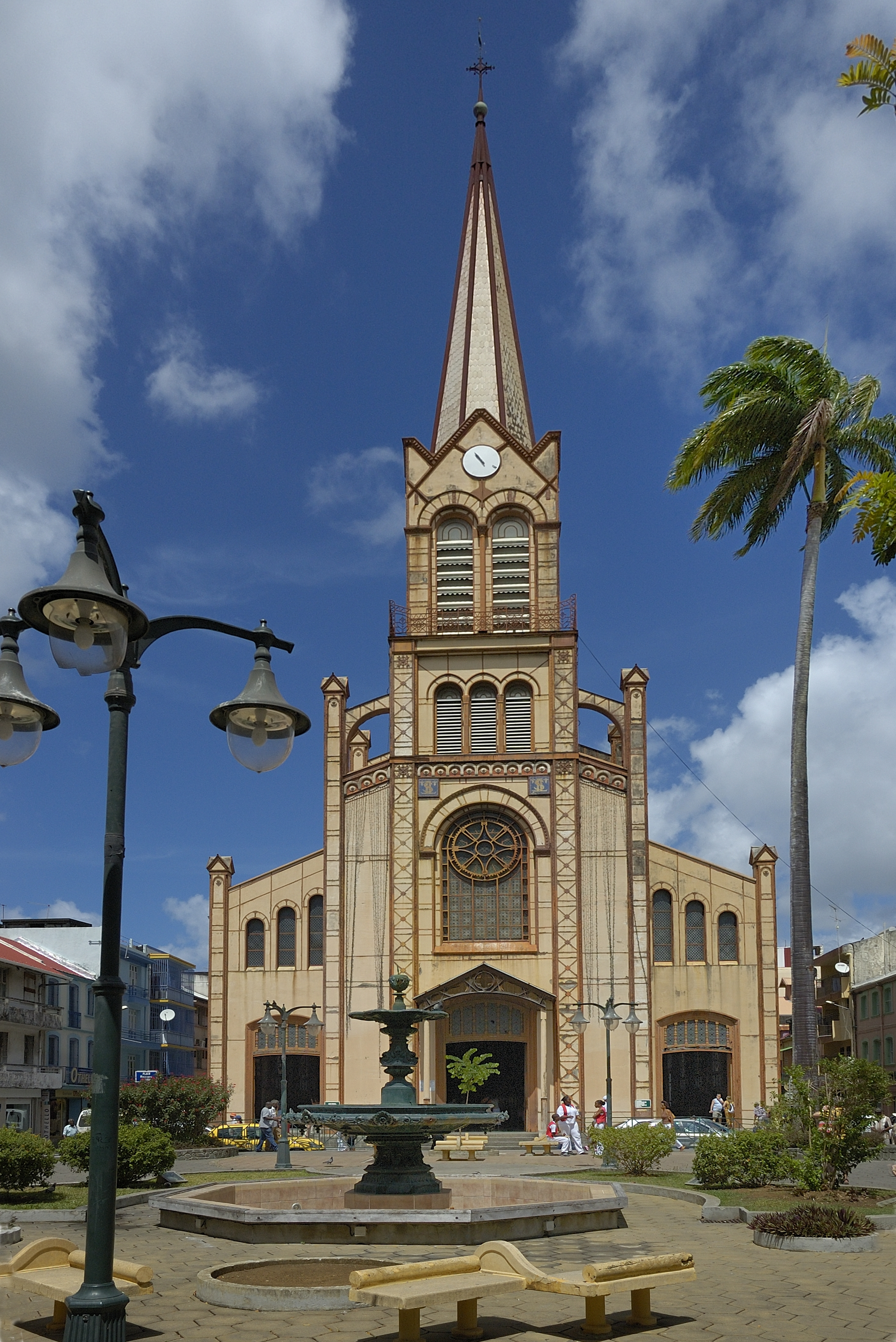
Kathedraal van Fort-de-France
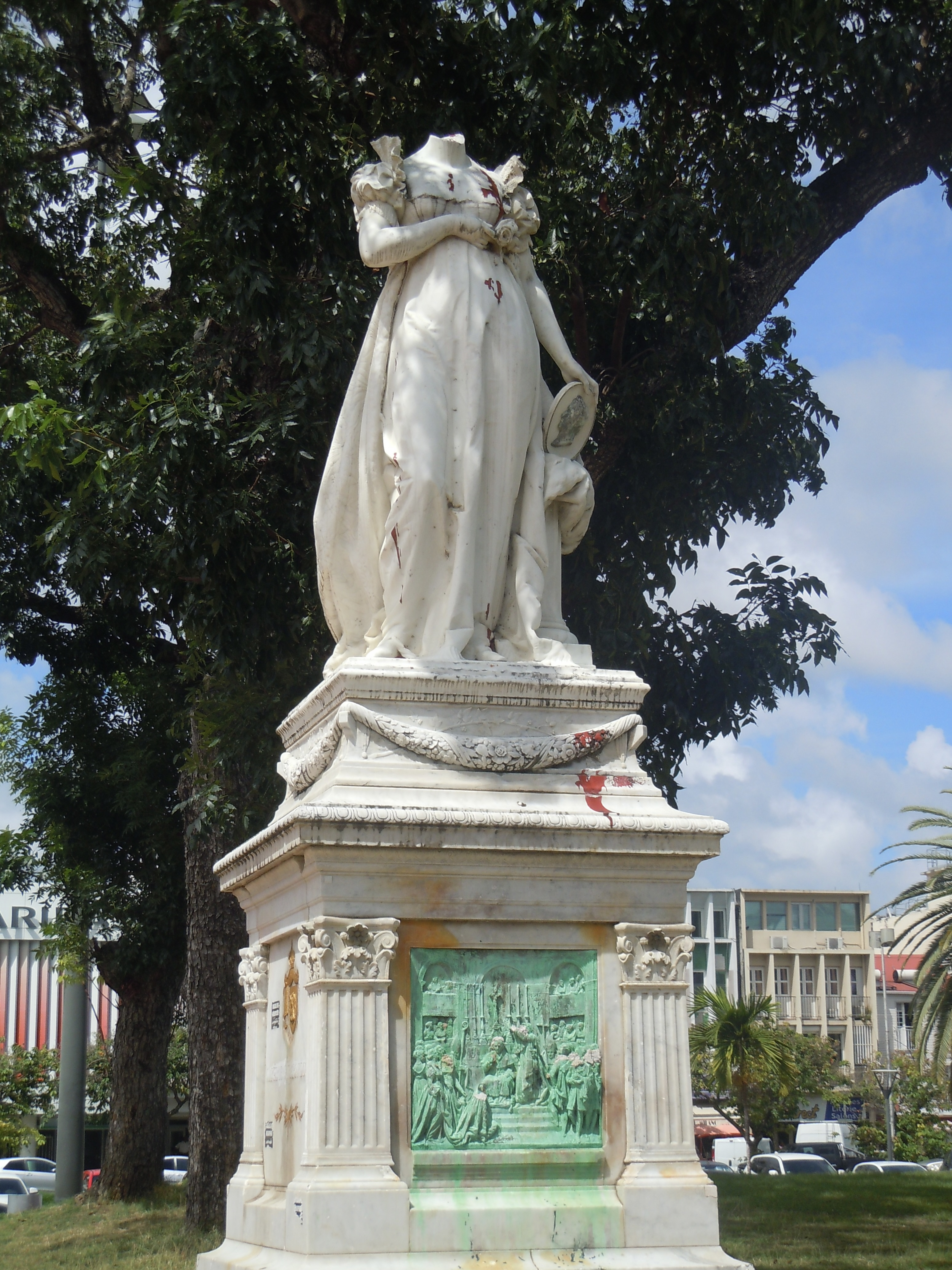
Onthoofde standbeeld van keizerin Joséphine de Beauharnais. In juli 2020 verwijderd.

- Biblioteca Nacional de España: XX6063639
- Bibliothèque nationale de France: cb11973967s (data)
- Gemeinsame Normdatei: 4214648-3
- International Standard Name Identifier: 0000 0001 2205 2133
- Library of Congress Control Number: n82000743
- MusicBrainz: 1d17f106-1280-4bfa-8809-bb140003f141
- National Archives and Records Administration: 10044643
- Nationale Bibliotheek van Israël: 987007550492305171
- Système universitaire de documentation: 029848539
- Virtual International Authority File: 265562580
- WorldCat: E39PBJwD3xm3RPQFppkfFyFYfq

L'Ajoupa-Bouillon · Les Anses-d'Arlet · 
Basse-Pointe · Bellefontaine · 
Le Carbet · Case-Pilote · 
Le Diamant · Ducos · 
Fonds-Saint-Denis · Fort-de-France · Le François · 
Grand'Rivière · Le Gros-Morne · 
Le Lamentin · Le Lorrain · 
Macouba · Le Marigot · Le Marin · Le Morne-Rouge · Le Morne-Vert · 
Le Prêcheur · 
Rivière-Pilote · Rivière-Salée · Le Robert · 
Saint-Esprit · Saint-Joseph · Saint-Pierre · Sainte-Anne · Sainte-Luce · Sainte-Marie · Schœlcher · 
La Trinité · Les Trois-Îlets · 
Le Vauclin